# Chrysolina lucida
Chrysolina lucida é uma espécie de artrópode pertencente à família Chrysomelidae.